# Afroleptomydas vallicolus
Afroleptomydas vallicolus är en tvåvingeart som beskrevs av Hesse 1969. Afroleptomydas vallicolus ingår i släktet Afroleptomydas och familjen Mydidae. Inga underarter finns listade i Catalogue of Life.